# Feťáci
Feťáci (v anglickém originále Less Than Zero) je americký kriminální film z roku 1987. Režisérem filmu je Marek Kanievska. Hlavní role ve filmu ztvárnili Andrew McCarthy, Jami Gertz, Robert Downey Jr., James Spader a Nicholas Pryor.

## Obsazení
| Andrew McCarthy   | Clay Easton     |
| Jami Gertz        | Blair           |
| Robert Downey Jr. | Julian Wells    |
| James Spader      | Rip             |
| Nicholas Pryor    | Benjamin Wells  |
| Tony Bill         | Bradford Easton |
| Donna Mitchell    | Elaine Easton   |
| Michael Bowen     | Hop             |
| Brad Pitt         |                 |